# Родитељска генерација
Родитељска или парентална генерација (од лат. parens) представља почетно укрштање организама код којих се прати наслеђивање одређених особина. Појам родитељске генерације увео је Мендел. 
Јединке у овој генерацији потичу из чистих линија код којих се особине испољавају алтернативно, односно, на један од два могућа начина. Тако нпр. облик зрна баштенског грашка може бити:
- округао или
- наборан.

Његова боја:
- жута или
- зелена итд.

Родитељи су по генотипу хомозиготи: један је доминантан (АА), а други је рецесиван хомозигот (аа).
Фенотипски се такође разликују:
- један има изражену доминантну, а
- други рецесивну особину.

Потомци ове генерације представљају прву филијалну или скраћено F1 генерацију.